# Lago Lunghin
Il Lago Lunghin (Lunghinsee in tedesco) è un laghetto alpino situato alla quota di 2.484 m s.l.m., nel Cantone dei Grigioni, in Svizzera. È situato sulle pendici del Piz Lunghin (2.780 m) ed è considerato la sorgente del fiume Inn. A poca distanza, nei pressi del Passo Lunghin, è situato un triplo spartiacque molto significativo fra i bacini europei: a seconda del pendio sul quale le piogge cadono, finiscono con lo sfociare nel Mar Mediterraneo, nel Mare del Nord o nel Mar Nero.